# Đàn tỳ bà

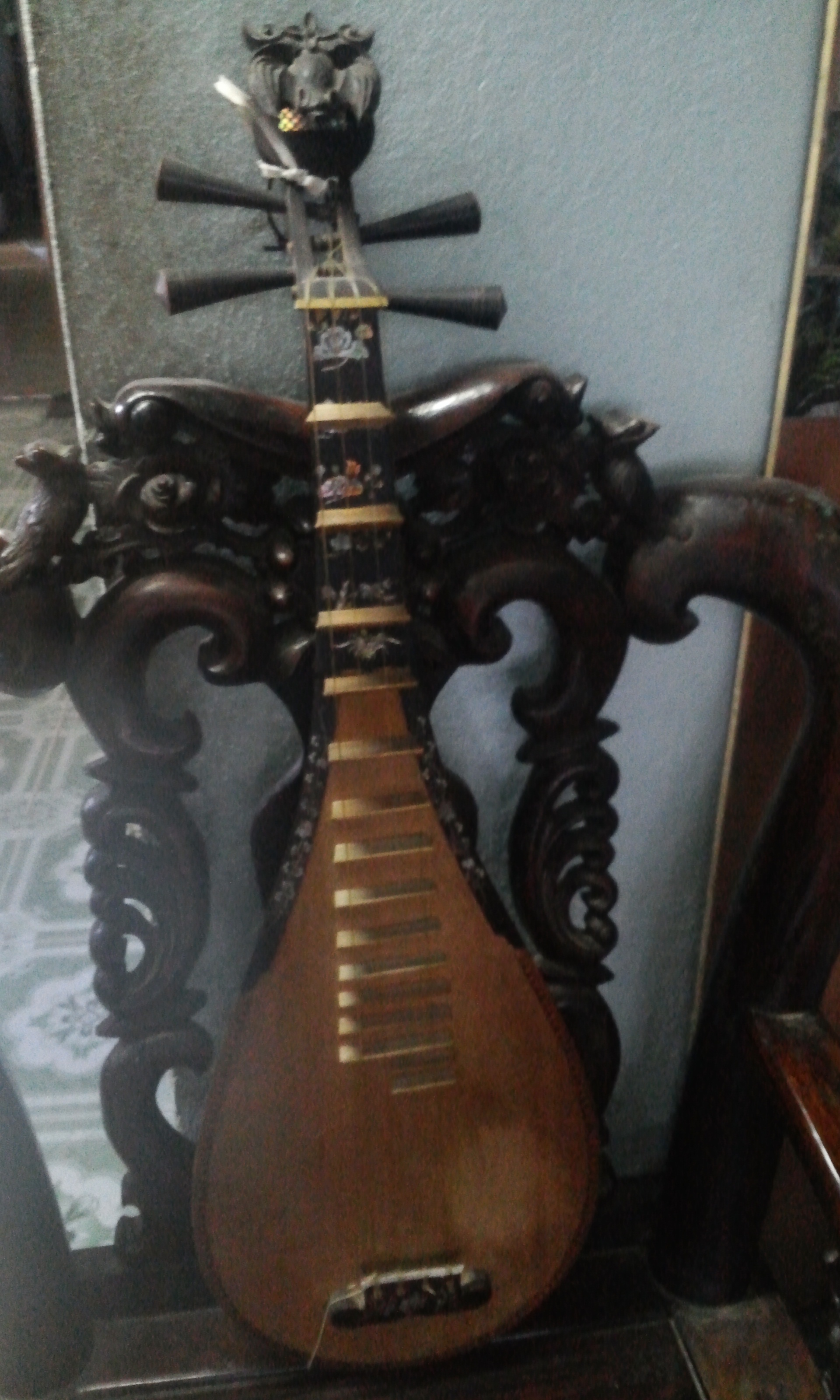
Đàn tỳ bà sur une chaise.

Le đàn tỳ bà (Chữ Nôm: 彈琵琶) ou tout simplement tỳ bà, est un instrument de musique à cordes vietnamien, de la famille du luth. Il est très semblable au pipa chinois. Ce style musical a d'abord été  populaire en Chine. Puis, il s'est répandu dans toute l'Asie de l'Est. A l'époque de la dynastie Trần, il a atteint le Vietnam.
Le đàn tỳ bà est fréquemment utilisé dans les concerts de Nhã nhạc, Đờn ca tài tử, cérémonies de musique bouddhiste, cérémonie de musique caodaïsme, Cải lương et synthèse d'orchestres ethniques.